# Época georgiana

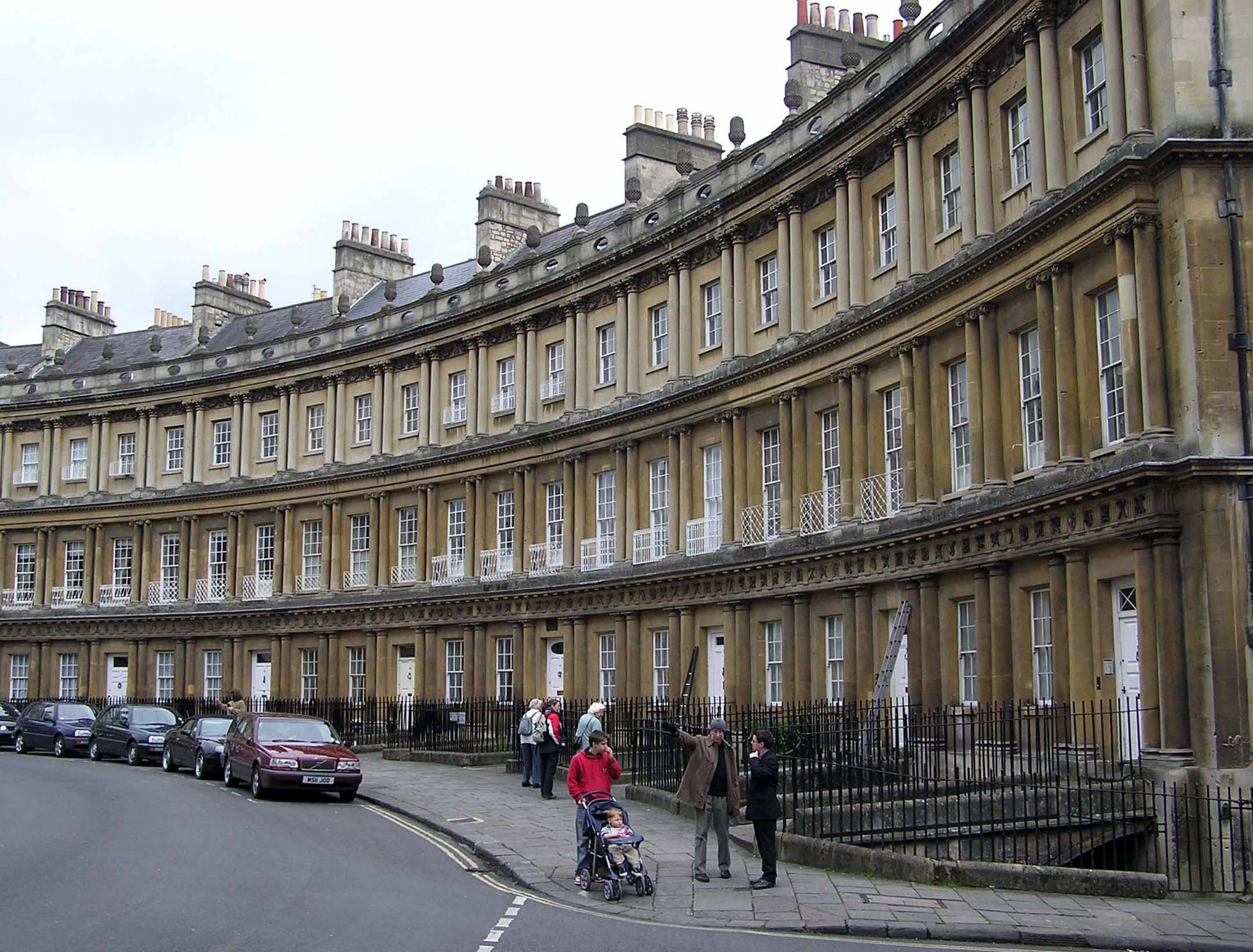
La arquitectura georgiana del Circus de la ciudad de Bath, construida entre 1754 y 1768.

La época georgiana (en inglés: Georgian era) fue un período en la historia británica que, en su definición más habitual, abarca desde 1714 hasta 1830 a 1837, y lleva el nombre de los reyes hannoverianos Jorge I, Jorge II, Jorge III y Jorge IV. La definición de la era georgiana a menudo se amplía para incluir el reinado relativamente corto de Guillermo IV, que terminó con su muerte en 1837. El subperíodo que es la era de la Regencia se define por la regencia de Jorge IV como Príncipe de Gales durante la enfermedad de su padre Jorge III. La transición a la época victoriana se caracterizó en la religión, los valores sociales y las artes por un cambio de tono desde el racionalismo hacia el romanticismo y el misticismo.
El término «georgiano» se utiliza típicamente en los contextos de la historia política y social y en la arquitectura. El término «literatura augusta» se utiliza a menudo para referirse al drama augusto, la poesía augusta y la prosa augusta en el período 1700-1740. El término «augusto» se refiere al reconocimiento de la influencia de la literatura latina de la antigua República romana.
El término «era georgiana» no se aplica a la época de los dos reyes británicos del siglo XX conocidos con este nombre, Jorge V y Jorge VI. Esos períodos se denominan simplemente georgianos.

## Artes

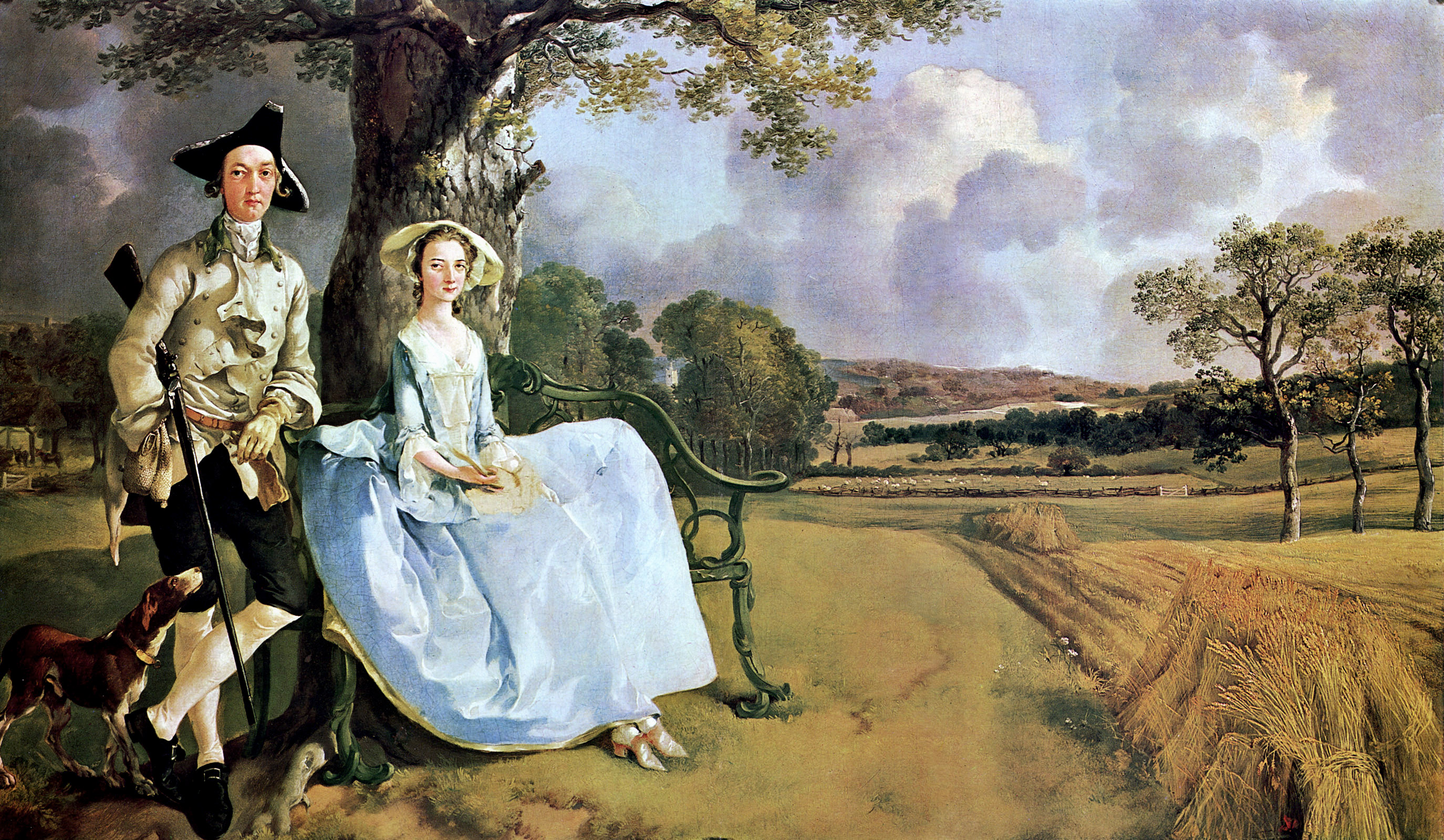
Señor y señora Andrews (1748-49), una de las obras más conocidas de Thomas Gainsborough durante su época en Suffolk.

La sociedad georgiana y sus preocupaciones quedaron bien retratadas en las novelas de escritores como Daniel Defoe, Jonathan Swift, Samuel Richardson, Henry Fielding, Laurence Sterne, Mary Shelley y Jane Austen, caracterizadas por la arquitectura de Robert Adam, John Nash y James Wyatt y la aparición del estilo neogótico, que se remonta a una supuesta edad de oro del diseño de edificios.
El florecimiento de las artes se mostró más vívidamente en el surgimiento de los poetas románticos, principalmente a través de Samuel Taylor Coleridge, William Wordsworth, Percy Bysshe Shelley, William Blake, John Keats, Lord Byron y Robert Burns. Su trabajo marcó el comienzo de una nueva era de la poesía, caracterizada por un lenguaje vivo y colorido, que evoca ideas y temas elevados.
Las pinturas de Thomas Gainsborough, Sir Joshua Reynolds y los jóvenes J. M. W. Turner y John Constable ilustraron el mundo cambiante del período georgiano, al igual que el trabajo de diseñadores como el paisajista Capability Brown.
Buenos ejemplos de arquitectura georgiana distintiva son la Ciudad nueva de Edimburgo, el Dublín georgiano, Grainger Town en Newcastle upon Tyne, el Barrio Georgiano de Liverpool y gran parte de Bristol y Bath.
La música de John Field, Händel, Haydn, Clementi, Johann Christian Bach, William Boyce, Mozart, Beethoven y Mendelssohn eran el estilo más popular en Inglaterra en ese momento.

## Cambio social
Fue una época de inmenso cambio social en Gran Bretaña, con los inicios de la Revolución Industrial, que marcó el comienzo del proceso de intensificación de las divisiones de clases y el surgimiento de partidos políticos rivales como los Whigs y los Tories.
En las zonas rurales, la Revolución agrícola vio grandes cambios en el movimiento de personas y el declive de las pequeñas comunidades, el crecimiento de las ciudades y el comienzo de un sistema de transporte integrado. Pero, sin embargo, a medida que los pueblos y aldeas rurales disminuyeron y el trabajo se hizo escaso, hubo un enorme aumento de la emigración a Canadá, las colonias de América del Norte (que se convirtieron en Estados Unidos durante esta era) y otras partes del Imperio británico.

## Imperio
El período georgiano vio una guerra continua, con Francia como enemigo principal. Los episodios principales incluyeron la Guerra de los Siete Años, conocida en Estados Unidos como la guerra franco-indígena (1756-1763), la Guerra de Independencia de los Estados Unidos (1775-1783), las guerras revolucionarias francesas (1792-1802), la rebelión irlandesa de 1798, y las guerras napoleónicas (1803-15). Los británicos ganaron la mayoría de las guerras a excepción de la revolución estadounidense, donde el peso combinado de Estados Unidos, Francia, España y Países Bajos abrumó a Gran Bretaña, que se mantuvo sola sin aliados.